# Čemše
Čemše je naselje u slovenskoj Općini Mirnoj Peči. Čemše se nalazi u pokrajini Dolenjskoj i statističkoj regiji Jugoistočnoj Sloveniji. 

## Stanovništvo
Prema popisu stanovništva iz 2002. godine naselje je imalo 44 stanovnika.